# Blepisanis incallosa
Blepisanis incallosa är en skalbaggsart som beskrevs av Stefan von Breuning 1950. Blepisanis incallosa ingår i släktet Blepisanis och familjen långhorningar.
Artens utbredningsområde är Angola. Inga underarter finns listade.